# Acteon tornatilis
Acteon tornatilis (Linnaeus, 1758) è un mollusco gasteropode appartenente alla famiglia Acteonidae.

## Descrizione

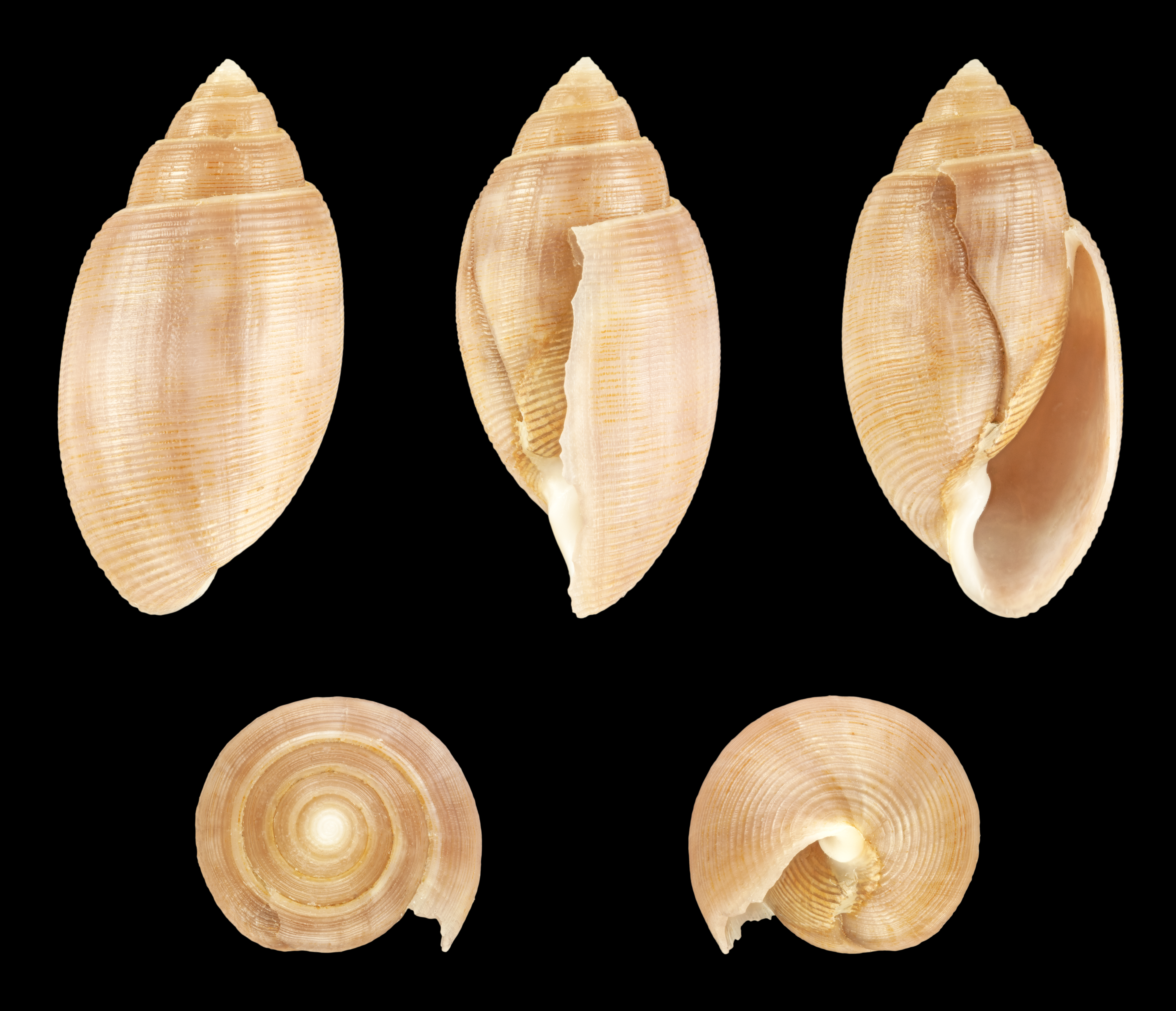
Acteon tornatilis f. unicolor

Raggiunge i 25 mm. Lo scudo di cui è provvisto l'animale a livello del capo serve come strumento per scavare brevi gallerie sotto la sabbia.
La conchiglia è a spirale e presenta 3 striature bianche su sfondo arancione.

## Biologia

### Alimentazione
È onnivoro. Alcune sue prede sono Owenia fusiformis e Lanice conchilega.

### Riproduzione
Nel mar Mediterraneo si riproduce tra giugno e settembre.

## Distribuzione e habitat
È diffuso nel mar Mediterraneo, nel mare del Nord e nell'oceano Atlantico. È una specie tipica dei fondali sabbiosi, anche oltre i 200 m di profondità, ricchi di vegetazioni acquatica come Ulva lactuca e Laminaria hyperborea.